# Banaan (geslacht)
Het geslacht banaan (Musa) omvat alle bananen. Taxonomisch gezien is het een moeilijk geslacht, omdat er in de loop van eeuwen door de mens veel is gekruist en geselecteerd.

## Taxonomie
Er zijn dan ook verschillende opvattingen over de indeling binnen dit geslacht. Hier wordt de meest gebruikte indeling verder behandeld. In 2002 is er door Carol Wong en collega's in Singapore een indeling in drie secties gemaakt te weten:
- sectie Musa
- sectie Callimusa (zoals Musa coccinea)
- sectie Ingentimusa

## Eetbare bananen
Alle eetbare bananen zijn kweekproducten op basis van Musa acuminata, al dan niet in combinatie met Musa balbisiana. Er zijn ongeveer 400 gangbare rassen van banaan. Het assortiment is te verdelen in rassen voor de verse consumptie en in rassen om te bakken of te koken. Daarnaast zijn er rassen met speciale eigenschappen zoals de appelbanaan, babybanaan en rode banaan.
Voor het uitbreken van de Panamaziekte werd de 'Gros Michel' het meest geteeld voor export. Kwalitatief is dit de beste banaan voor export. Dit ras is deels vervangen door 'Giant Cavendish', dat nu de meest geteelde banaan voor export is. Met name de kloon 'Valery' van het ras robusta wordt veel geteeld voor export vanwege zijn betere resistentie tegen de Panamaziekte en doordat het beter bestand is tegen harde wind. Er wordt nog gezocht naar een bruikbare variant die resistent is tegen de zwarte sigatokaziekte.